# Agrilus yami
Agrilus yami es una especie de insecto del género Agrilus, familia Buprestidae, orden Coleoptera.
Fue descrita científicamente por Kaino, 1938.